# Marguerite Bertsch
Marguerite Bertsch (Nueva York, 14 de diciembre de 1889; Houston, 1967) fue una guionista y directora de cine estadounidense que trabajó en los primeros días del cine. Su texto de 1917 Cómo escribir para películas: Un manual de instrucciones e información reflejó e influyó en los guionistas de la época. En los primeros tiempos del cine no era raro que los "guionistas" fueran mujeres y ella estuvo entre las que, a partir de 1916, también dirigieron películas. Sin embargo, más tarde sería llamada una de las "mujeres olvidadas" del cine mudo, ya que las mujeres que no fueron actrices en las primeras películas fueron en gran medida olvidadas. En los Países Bajos, en el Nederlands Filmmuseum, se encontraron copias de dos películas en las que Bertsch había trabajado como guionista. Estas películas recién descubiertas, The Diver y The Troublesome Step-Daughter, y la película de 1914 A Florida Enchantment , son actualmente las únicas películas de la carrera de Bertsch que se han recuperado. Se presume que el resto se ha perdido.

## Carrera
Bertsch comenzó su carrera cinematográfica con Vitagraph en 1913, empezando como guionista. En 1916, se convirtió en jefa del departamento de guiones y comenzó a trabajar como directora de la compañía. Su primera producción como directora fue la película de 1916 The Law Decides, que dirigió con William PS Earle. Varios meses después, dirigió su primer largometraje en solitario, The Devil's Prize. Se consideró que era una película inusual para una directora y escritora, ya que era una "historia enredada de embarazo ilegítimo, abandono y asesinato". También es posible que haya trabajado como editora y guionista para la Famous Players Film Company, pero se desconocen las fechas de este trabajo.
Por razones que se desconocen, Bertsch dejó de trabajar para la empresa Vitagraph en 1918, cuando se consideraba que estaba en el apogeo de su carrera. No hay constancia de ningún trabajo cinematográfico suyo después de este punto.

## Primeros años de vida
Bertsch nació en la ciudad de Nueva York, y recibió educación en la Universidad de Columbia. Trabajo como dramaturga y profesora de enseñanza pública antes de empezar su carrera como guionista con Vitagraph Audios en 1913.
Se sabe muy poco sobre la vida de Bertsch fuera de su carrera, pero se ha sugerido que era partidaria del movimiento de reforma social. En How To Write For Moving Pictures, se pronunció en contra de escribir "cualquier cosa que pudiera despertar en [la audiencia] sentimientos vulgares o pensamientos sexuales". La historiadora de cine Siobhan B. Somerville ha argumentado que la adaptación de Vitagraph de la novela A Florida Enchantment, de la que Bertsch fue el guionista principal, refleja esta ideología. Se eliminaron varias escenas abiertamente sexuales del libro, así como escenas que trataban cuestiones raciales. Esto también puede deberse al interés de Vitagraph en hacer películas "respetables". El historiador R. Bruce Basell sostiene además que el guion de Bertsch para la película muestra una oposición al movimiento de emancipación de las mujeres, ya que sugiere que habrá caos social si se logra la emancipación.
Hay muy poca información pública sobre su vida entre 1918, cuando dejó Vitagraph, y 1967, cuando se cree que murió. Los registros del censo de los estados de Nueva York y Nueva Jersey sugieren que, entre 1930 y 1941, vivía con varios miembros de su familia y es posible que haya trabajado como escritora independiente.

## Guion
- Mortmain (1915)

### Escritura y dirección
- The Law Decides (1916)
- The Devil's Prize (1916)
- The Glory of Yolanda (1917), escrita por Maibelle Heikes Justice
- The Soul Master (1917)